# Stålhallen
Stålhallen är en ishockeyhall, som ligger i Olofström, Blekinge och är hemmahall för ishockeylaget Olofströms IK. Stålhallen rymmer 2 500 åskådare, varav 350 sittplatser och 2150 ståplatser. Publikrekordet är 2 500 åskådare och slogs den 18 februari 2009 i en match mellan Olofströms IK och Karlskrona HK.